# Moirans
Moirans is een stad in het oosten van Frankrijk, het ligt in de uitlopers van de Alpen. De gemeente telde 7.573 inwoners op 1 januari 2022.
Er ligt spoorwegstation Moirans.

## Geografie
De oppervlakte van Moirans bedroeg op 1 januari 2022 20,06 vierkante kilometer; de bevolkingsdichtheid was toen 377,5 inwoners per km².

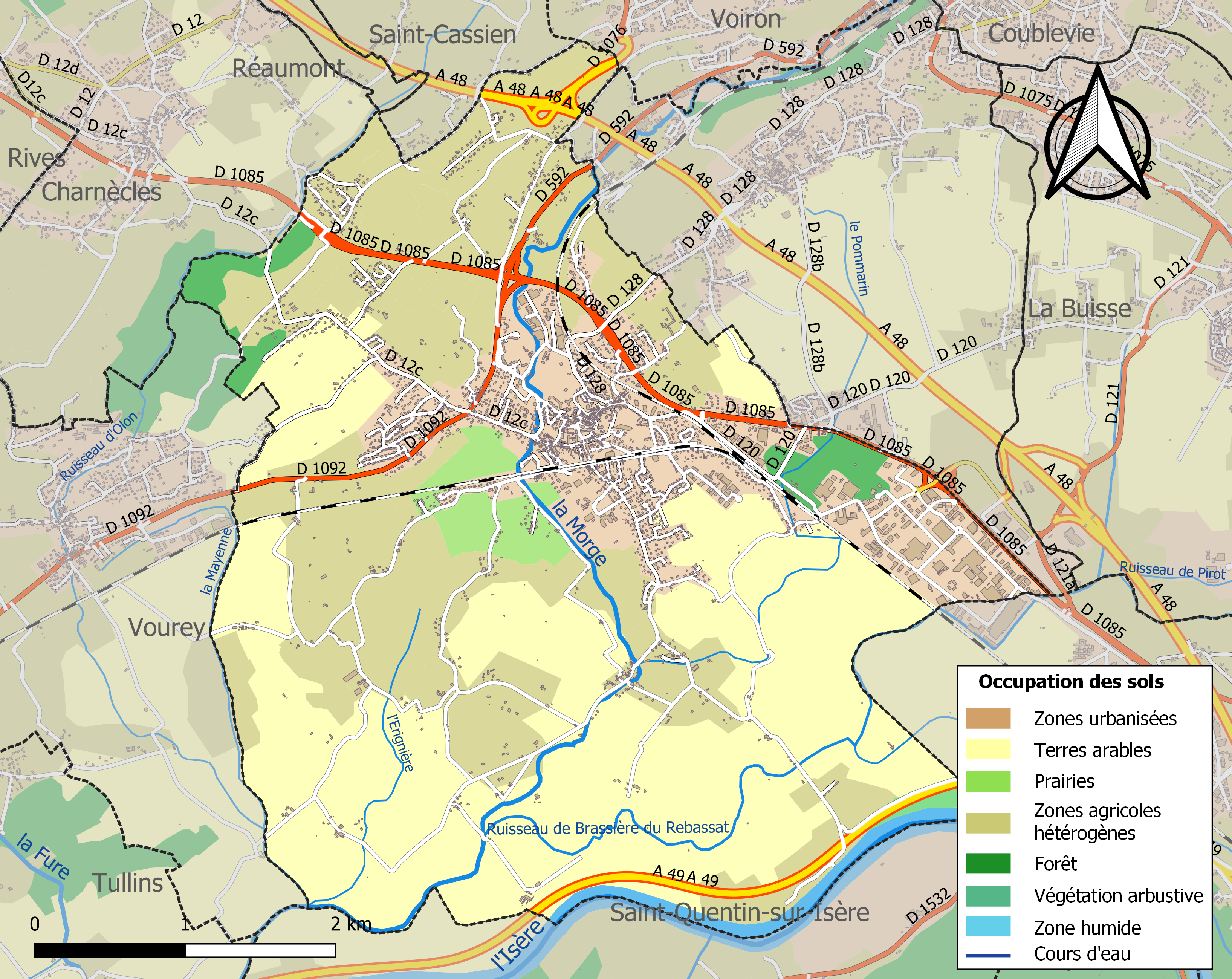
Kaart van de gemeente met de belangrijkste infrastructuur, bodemgebruik en omliggende gemeenten

## Demografie
Onderstaande figuur toont het verloop van het inwonertal, bron: INSEE-tellingen. 

## Afbeeldingen

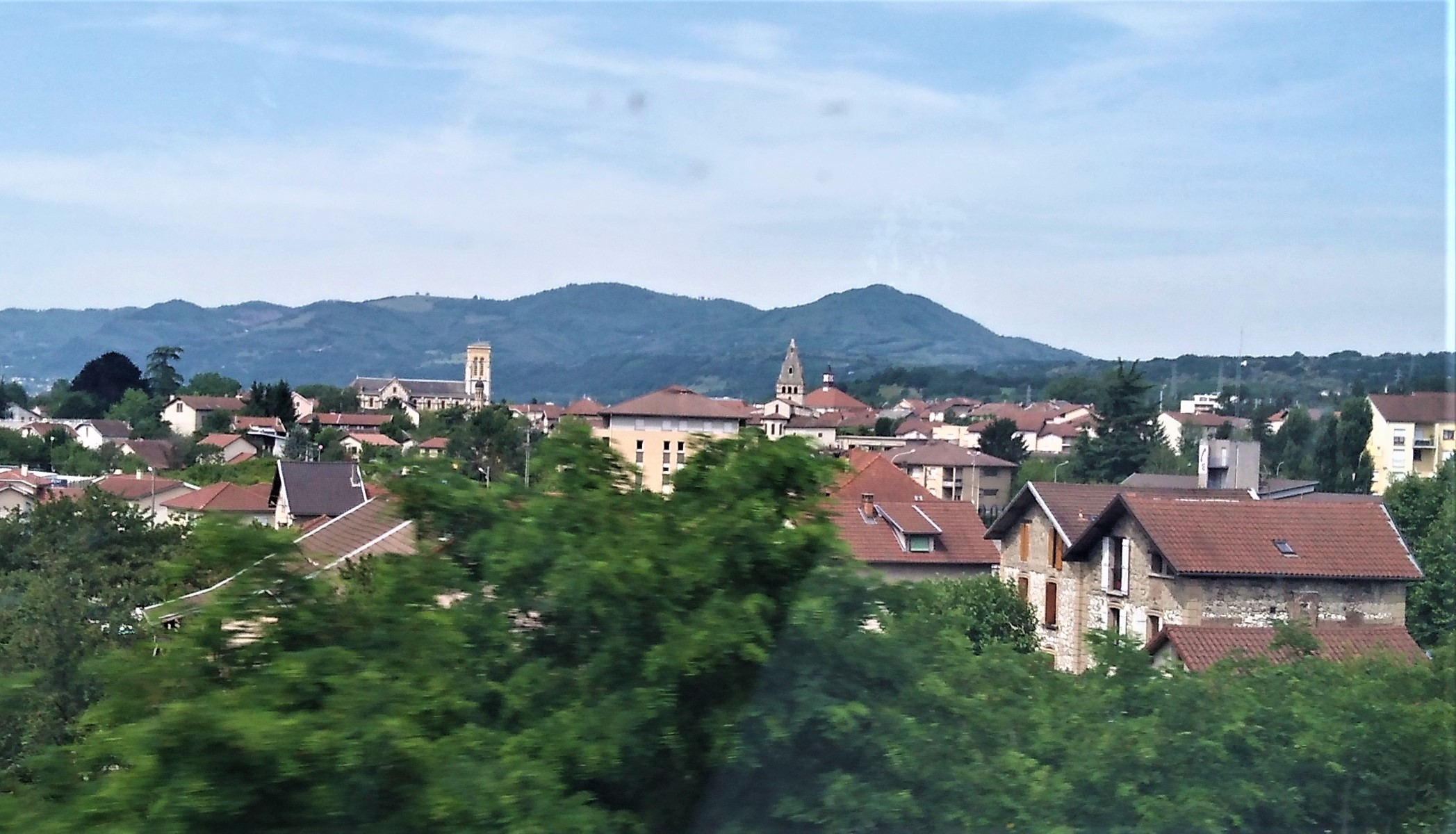
Gezicht op Moirans vanuit een trein
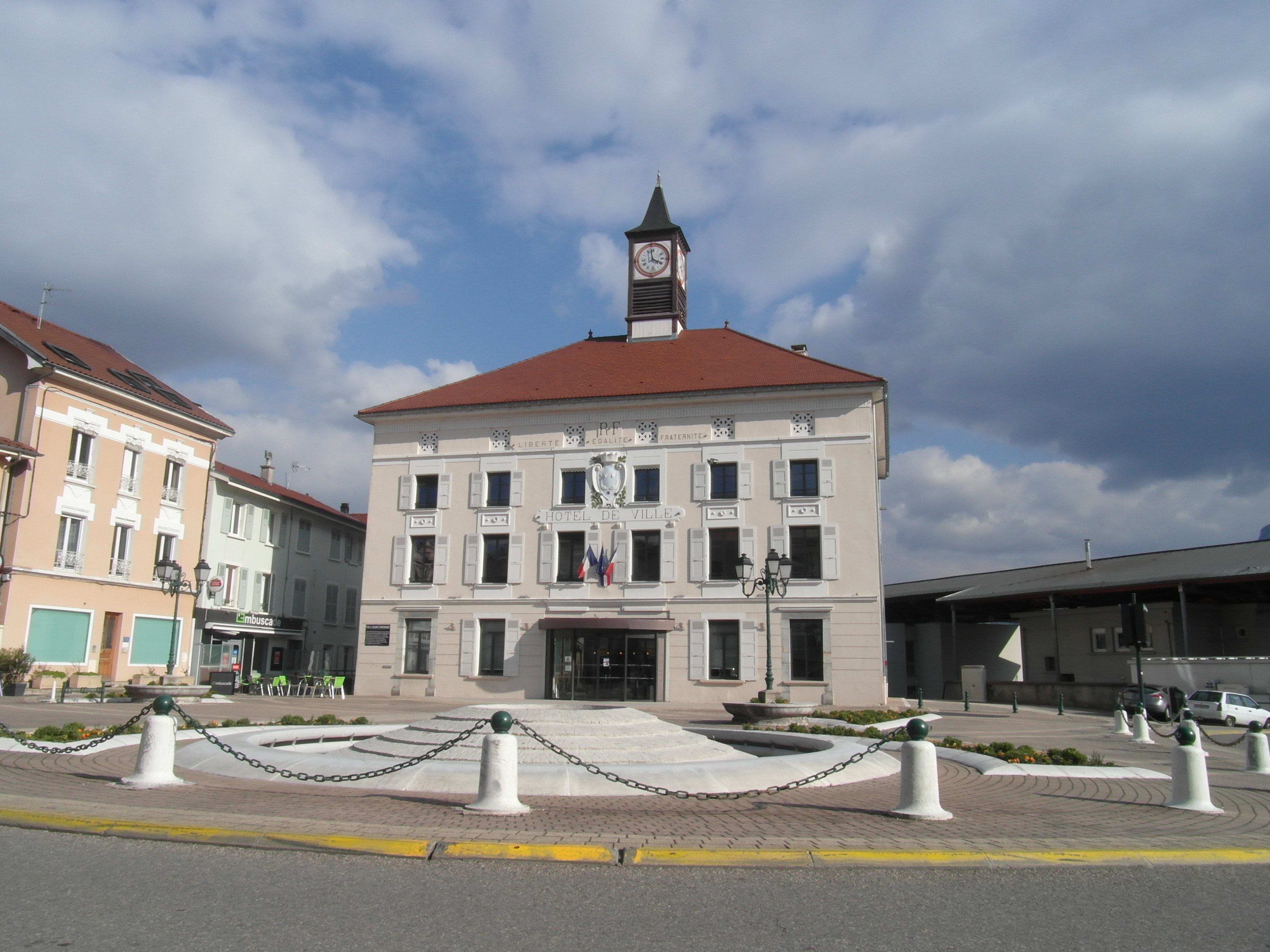
Gemeentehuis